# Мохаммад Сабах ас-Салем ас-Сабах
Его высочество шейх Мохаммад Сабах Аль-Салем Аль-Сабах (араб. الشيخ محمد صباح السالم الصباح‎, латинизированный: аш-Шейх Мухаммад Сабах ас-Салим ас-Сабах; род. 10 октября 1955) — кувейтский политический и государственный деятель, экономист и дипломат, высокопоставленный член королевской семьи Кувейта. Премьер-министр Кувейта с 17 января по 15 апреля 2024 года. Занимал пост заместителя премьер-министра Кувейта, внося значительный вклад в государственное управление страной и международные отношения.

## Ранняя жизнь и образование
Родился 10 октября 1955 года, Аль-Сабах является сыном шейха Сабаха III Ас-Салема Ас-Сабаха, бывшего эмира Кувейта, и Нурии Аль-Ахмад Аль-Сабаха, сёстры нынешнего эмира. Его старший брат — Салем Сабах Аль-Салем Аль-Сабах, который занимал посты министра обороны и внутренних дел. Мохаммед Сабах Аль Сабах получил степень бакалавра экономики в колледже Клермонт Маккенна, а затем получил степень магистра и доктора философии в области экономики и ближневосточных исследований в Гарвардском университете.

## Карьера

### Государственная служба
Назначенный в 1993 году послом Кувейта в Соединённых Штатах, он занимал этот пост до 14 февраля 2001 года, после чего стал министром иностранных дел. Он занимал должность министра финансов с января 2003 по июль 2003 года. 11 февраля 2006 года был назначен заместителем премьер-министра, продолжая также исполнять обязанности министра иностранных дел.
Он подал в отставку с должности 18 октября 2011 года в знак протеста против предполагаемой коррупции в правительстве Кувейта. Впоследствии он занимался академическими интересами в качестве приглашённого научного сотрудника в Оксфордском университете.

### Премьер-министр
4 января 2024 года эмир Кувейта шейх Мишааль аль-Ахмед ас-Сабах, назначил шейха Мохаммада Сабаха аль-Салема аль-Сабаха премьер-министром Кувейта. Был приведён к присяге 17 января 2024 года, впервые за 20 лет, когда эту должность занял потомок ветви Бану Салем кувейтской правящей семьи.

## Личная жизнь
Аль-Сабах женат на Ферьяле Дуайдже Аль Салмане Аль Сабахе, у них четверо детей, двоих сыновей и двоих дочерей.

## Советы, комитеты и членство

### Кувейт
- Председатель совета директоров Кувейтского фонда арабского экономического развития[англ.] (2003—2011)
- Член Высшего совета Государственного органа по охране окружающей среды (2003—2011)
- Член Совета национальной безопасности (2003—2011)
- Член Высшего совета по планированию и развитию (2006—2011)
- Член Кувейтского национального комитета по ядерной энергетике (2009—2011)
- Исполняющий обязанности председателя Комиссии по государственной службе (2003—2011)
- Советник правления Центра международных отношений и устойчивого развития[10]

## Почести и награды
- Премия Роберта и Джоанн Бендетсон за глобальное лидерство в области публичной дипломатии от Школы Флетчера[англ.] при Университете Тафтса (2014)[11]
- Лауреат научной премии Сальватори (1978)